# Сьредзінське
Сьредзінське (пол. Średzińskie) — село в Польщі, у гміні Сураж Білостоцького повіту Підляського воєводства.
Населення — 80 осіб (2011).
У 1975-1998 роках село належало до Білостоцького воєводства.

## Демографія
Демографічна структура станом на 31 березня 2011 року:
|          | Загалом | Допрацездатний вік | Працездатний вік | Постпрацездатний вік |
| -------- | ------- | ------------------ | ---------------- | -------------------- |
| Чоловіки | 38      | 9                  | 23               | 6                    |
| Жінки    | 42      | 11                 | 19               | 12                   |
| Разом    | 80      | 20                 | 42               | 18                   |